# Рудолфсхайм-Фюнфхаус
Рудолфсхайм-Фюнфхаус (на немски: Rudolfsheim-Fünfhaus) е петнадесетият окръг на Виена. Населението му е 77 644 жители (по приблизителна оценка от януари 2019 г.).

## Подразделения
- Рудолфсхайм
- Фюнфхаус
- Зексхаус